# Robert Lenoble
Robert Lenoble (* 1. März 1902 in Orléans; † 4. Januar 1959 ebenda) war ein französischer Geistlicher (Abbé) und Wissenschaftshistoriker.
Lenoble besuchte das Lyzeum in Valence und trat danach in den Oratorianer-Orden ein. Nach Studium in Rom wurde er 1925 ordiniert. Er unterrichtete an den Kollegien des Ordens in Juilly, Massillon und Saint-Michel bei Paris. Nach einer schweren Verletzung bei einem Bergunfall 1949 zog er sich in das Kolleg Saint-Euverte in Orléans zurück.
1943 wurde er an der Sorbonne mit einer Dissertation über Marin Mersenne promoviert (Mersenne ou la naissance du mécanisme), die dessen eigenständige und zentrale Rolle bei der Entstehung des mechanistischen Weltbilds im 17. Jahrhundert hervorhebt (unabhängig vom Cartesianismus). Er war auch an der Herausgabe der Werke Mersennes und dessen Korrespondenz beteiligt (geleitet von Cornelis de Waard). Zuletzt plante er eine Geschichte der Idee der Natur zu schreiben, konnte dies aber nicht vollenden.
Ab 1947 forschte er für das CNRS und wurde 1957 in das nationale französische Komitee für Wissenschaftsgeschichte aufgenommen.

## Schriften
- Essai sur la notion d’expérience, Paris: Vrin 1943 (zweiter Teil seiner Dissertation)
- Mersenne ou La naissance du mécanisme, Paris: Vrin 1971
- Esquisse d’une histoire de l’idée de nature, Paris: Albin Michel 1968
- Origines de la pensée scientifique moderne, in Maurice Daumas (Hrsg.), Histoire de la Science, Pléiade-Gallimard, 1958, S. 369–535
- Revolution scientifique du XIIe siècle, in René Taton (Hrsg.), Histoire générale des Sciences, Presse Universitaire de France 1958, Band 2, S. 185–208 (und Electricité et magnetisme, S. 324–340)